# Championnats du monde de gymnastique rythmique 1996

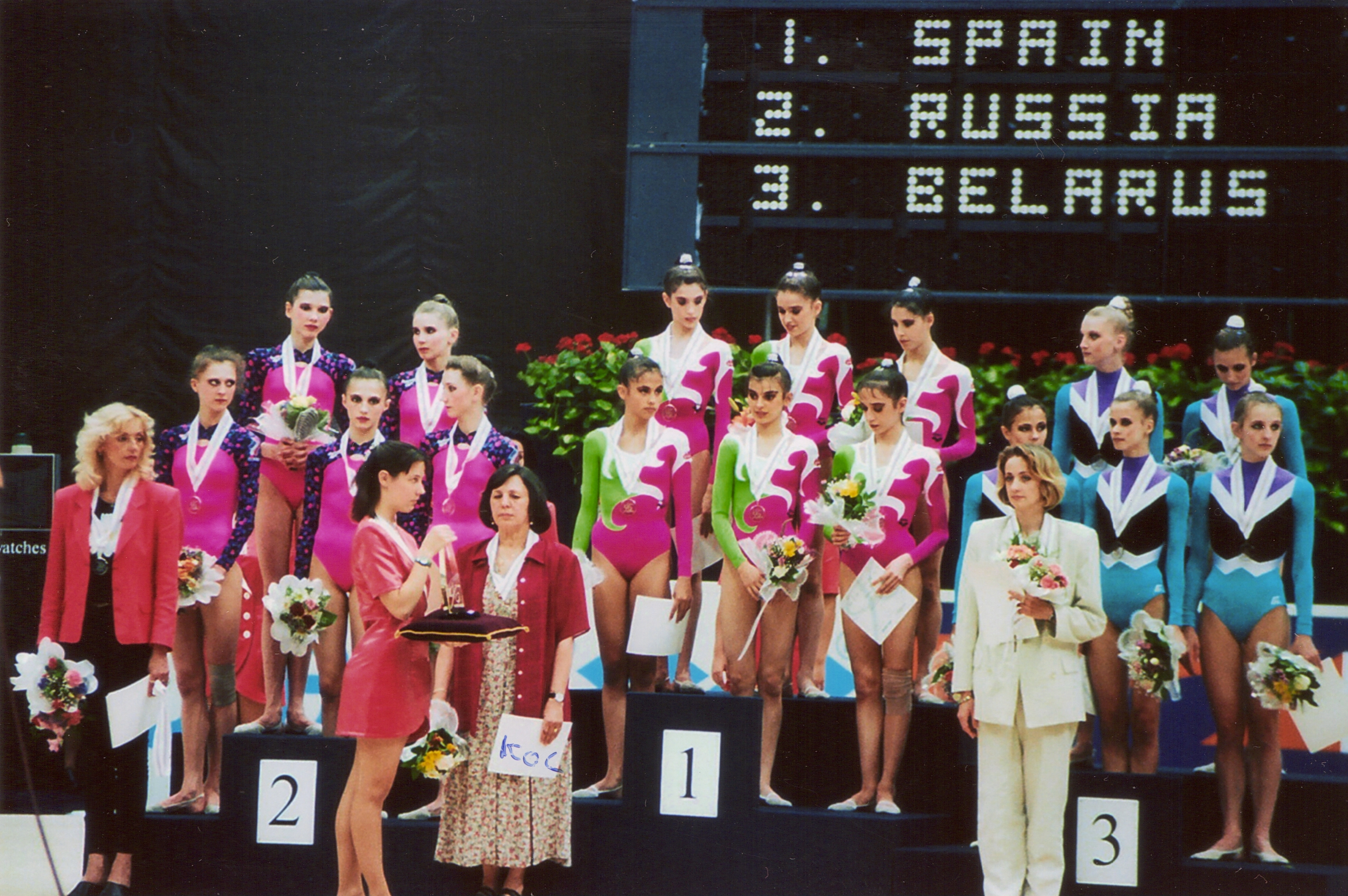
Podium des ensembles 3 ballons et 2 rubans.

Les XXe championnats du monde de gymnastique rythmique se sont tenus à Budapest en Hongrie du 19 au 23 juin 1996.

## Épreuves individuelles

### Ballon
| Rang | Gymnaste                       | Points |
| ---- | ------------------------------ | ------ |
| 1    | Ekaterina Serebrianskaya (UKR) | 10.000 |
| 2    | Larissa Lukianenko (BLR)       | 9.950  |
| 2    | Maria Petrova (BUL)            | 9.950  |
| 2    | Amina Zaripova (RUS)           | 9.950  |
| 5    | Eva Serrano (FRA)              | 9.800  |
| 6    | Almudena Cid (ESP)             | 9.750  |
| 7    | Magdalena Brzeska (GER)        | 9.733  |
| 8    | Alina Stoica (ROU)             | 9.550  |

### Massues
| Rang | Gymnaste                | Points |
| ---- | ----------------------- | ------ |
| 1    | Amina Zaripova (RUS)    | 10.000 |
| 2    | Elena Vitrichenko (UKR) | 9.950  |
| 3    | Maria Petrova (BUL)     | 9.933  |
| 4    | Eva Serrano (FRA)       | 9.916  |
| 5    | Magdalena Brzeska (GER) | 9.883  |
| 6    | Evgenia Pavlina (BLR)   | 9.766  |
| 7    | Irene Germini (ITA)     | 9.716  |
| 8    | Alina Stoica (ROU)      | 9.700  |

### Ruban
| Rang | Gymnaste                | Points |
| ---- | ----------------------- | ------ |
| 1    | Elena Vitrichenko (UKR) | 10.000 |
| 2    | Yanina Batyrchina (RUS) | 9.983  |
| 3    | Evgenia Pavlina (BLR)   | 9.950  |
| 4    | Diana Popova (BUL)      | 9.866  |
| 5    | Katia Pietrosanti (ITA) | 9.750  |
| 6    | Alba Caride (ESP)       | 9.716  |
| 7    | Viktoria Frater (HUN)   | 9.616  |
| 8    | Maria Pangalou (GRE)    | 9.600  |

### Corde
| Rang | Gymnaste                       | Points |
| ---- | ------------------------------ | ------ |
| 1    | Larissa Lukianenko (BLR)       | 9.950  |
| 2    | Ekaterina Serebrianskaya (UKR) | 9.933  |
| 3    | Diana Popova (BUL)             | 9.800  |
| 4    | Almudena Cid (ESP)             | 9.716  |
| 5    | Yanina Batyrchina (RUS)        | 9.699  |
| 6    | Maria Pangalou (GRE)           | 9.650  |
| 7    | Katia Pietrosanti (ITA)        | 9.582  |
| 8    | Viktoria Frater (HUN)          | 9.500  |

## Ensembles

### Concours général
| Rang | Nation      | 5 Cerceaux | 3 Ballons, 2 Rubans | Total  |
| ---- | ----------- | ---------- | ------------------- | ------ |
| 1    | Bulgarie    | 19.800 (1) | 19.800 (1)          | 39.600 |
| 2    | Espagne     | 19.700 (3) | 19.700 (2)          | 39.400 |
| 3    | Biélorussie | 19.733 (2) | 19.600 (3)          | 39.333 |
| 4    | Russie      | 19.600 (4) | 19.566 (4)          | 39.166 |
| 5    | Ukraine     | 19.366 (5) | 15.500 (5)          | 38.866 |
| 6    | Japon       | 19.166 (6) | 19.333 (7)          | 38.499 |
| 7    | Italie      | 19.066 (7) | 19.400 (6)          | 38.466 |
| 8    | Hongrie     | 18.766 (8) | 19.166 (8)          | 37.932 |

### 3 Ballons + 2 Rubans
| Rang | Nation      | Points |
| ---- | ----------- | ------ |
| 1    | Espagne     | 19.816 |
| 2    | Russie      | 19.800 |
| 3    | Biélorussie | 19.700 |
| 4    | Ukraine     | 19.366 |
| 5    | Italie      | 19.183 |
| 6    | Chine       | 19.032 |
| 7    | Bulgarie    | 19.000 |
| 8    | Japon       | 18.666 |

### 5 Cerceaux
| Rang | Nation      | Points |
| ---- | ----------- | ------ |
| 1    | Biélorussie | 19.866 |
| 2    | Russie      | 19.816 |
| 3    | Ukraine     | 19.733 |
| 4    | Espagne     | 19.699 |
| 5    | Japon       | 19.500 |
| 6    | Hongrie     | 19.433 |
| 7    | Italie      | 19.258 |
| 8    | Bulgarie    | 18.833 |